# Marismas de Hammar

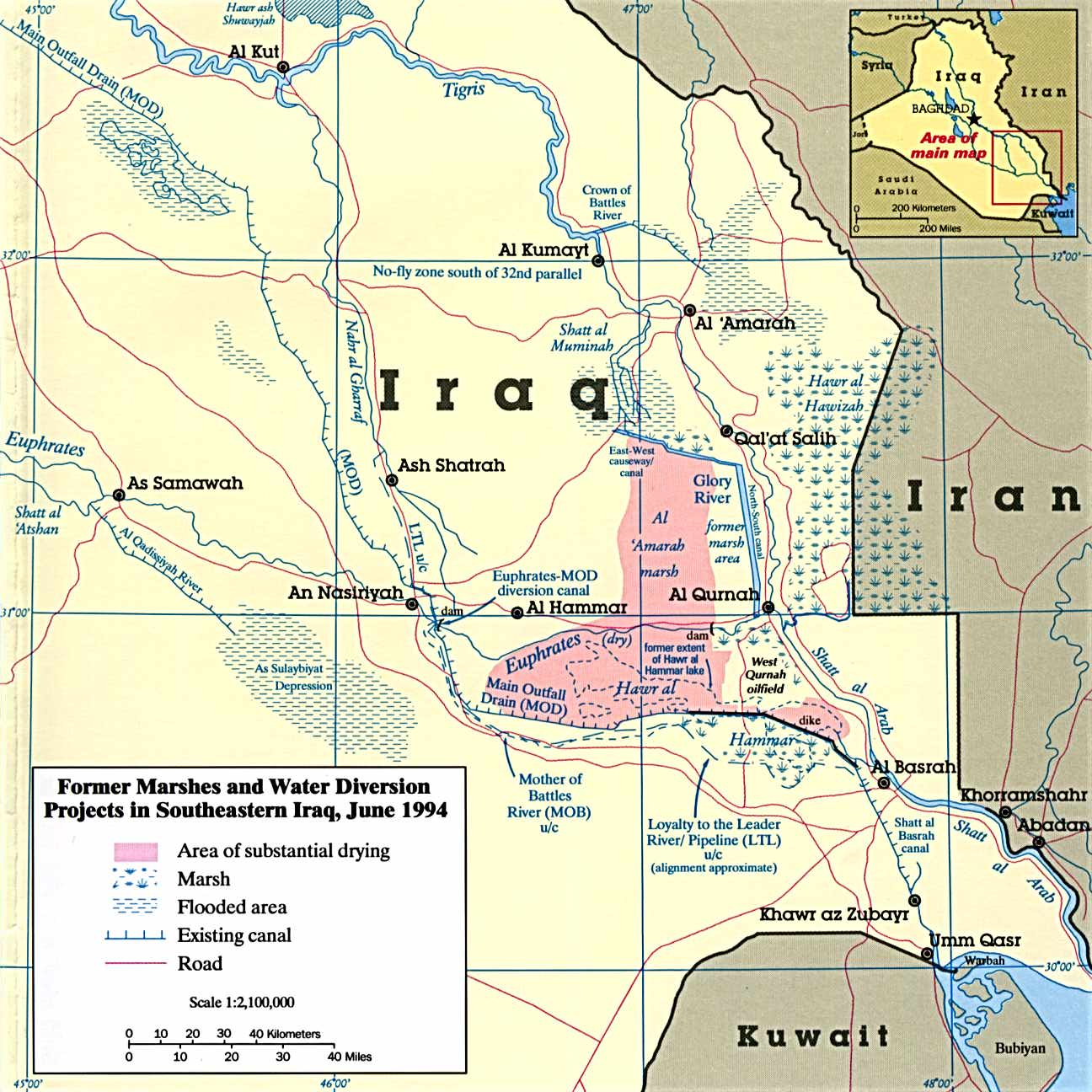
Mapa de los Marismas de Mesopotamia con características de su drenaje (1994)

Las marismas de Hammar (en árabe: هور الحمار) forman un gran complejo de humedales en el sureste de Irak y forman parte de las marismas de mesopotamia en el sistema de los ríos Tigris-Éufrates. Históricamente, las marismas de Hammar llegaron hasta 4.500 km² (1.700 millas cuadradas) durante las inundaciones estacionales. Fueron destruidos durante la década de 1990 por proyectos de construcción de diques a gran escala. Desde el año 2003, se han estado recuperando luego del reabastecimiento y destrucción de las presas.

## Geografía
Las marismas de Hammar pertenecen a las gobernaciones de Dhi Qar y Basora. Limitan al norte con la ciudad la ciudad de Al-Qurnah, al noreste con el río Éufrates, al sureste con la ciudad de Basora, al sur con el lago salino y el desierto árabe, y al oeste y noroeste con los centros urbanos de Nasiriyah y Al-Chibayish. Sus principales fuentes de agua son el Éufrates y sus afluentes. El agua adicional del Tigris llegó al humedal a través del desbordamiento de los marismas centrales. Hasta la década de 1970, el humedal se extendía a lo largo de 120 km × 25 km (75 mi × 16 mi) y cubría permanentemente un área de 2.800 km² (1,100 sq mi) que se extendía a unos 4.500 km² (1,700 sq mi) durante las inundaciones estacionales. Era el más grande de Asia occidental.
El eutrófico poco profundo y ligeramente salobre lago Hammar, es el cuerpo de agua más grande de las marismas de Hammar.

## Grupos étnicos
El principal grupo étnico en el área son los árabes de los pantanos.

## Historia
Los proyectos de drenaje masivo se iniciaron en la década de 1990. Se construyeron canales y terraplenes que dividían el humedal que alguna vez fue contiguo en dos, los pantanos de Hammar del oeste y del este. Una barrera adicional entre las dos partes es el campo petrolero de Rumaila. Para el 2000, quedaba menos del 15% de los marismas de Hammar. Después de la invasión de EE. UU. a Irak en el 2003 los árabes de los marismas regresaron y rompieron los terraplenes y las obras de drenaje, por lo que el humedal comenzó a reabrirse. Al año siguiente, la vegetación volvió a recuperarse significativamente en la parte occidental de los marismas de Hammar, y las especies silvestres volvieron. La recuperación del hábitat de las zonas pantanosas ha sido mejor de lo esperado, aunque aún existen riesgos a largo plazo para la viabilidad del hábitat debido a la contaminación y a la extracción de agua del Éufrates. El nivel de salinidad de los humedales re-inundados es más alto que en los humedales típicos de agua dulce.

## Fauna y flora

### Flora
Las principales especies de plantas en los marismas de Hammar son el pinito de agua,  la fontanera, la caña común, la espadaña, el sagú, la cola de gato del sur y la aleta brillante.

### Fauna
El recuento de aves entre 2003 y 2005 reveló que las especies más comunes en las marismas de Hammar son la garceta pequeña, la  gaviota de cabeza negra, la gaviota de pico delgado, la gaviota común y la golondrina de mar pequeña. Entre las aves destacadas están el aguilucho de pantano occidental, la garza morada, la garza gris, el gran cormorán, la garza de ganado occidental, el zanco de alas negras, el grebe pequeño,el martín pescador, el martín pescador de garganta blanca, el martín pescador de malaquita, la cola blanca, la alcaldilla isabelina, el bulbul de orejas blancas, el balbuceador iraquí, el bulbul de orejas blancas, la prinia agraciada, el chiffchaff común y el gorrión de casa.
Según los estudios realizados entre 2009 y 2012 orientados a los mamíferos, se reveló la presencia del gato de la jungla, de la nutria europea, del lobo gris, del zorro rojo, del chacal dorado, de la hiena rayada, del tejón de la miel, de la pequeña mangosta asiática, del jabalí, del erizo de orejas largas, del murciélago de borde claro, de la liebre del Cabo, del jerbo del Éufrates, de la rata marrón, de la musaraña de casa asiática, de la musaraña etrusca y del ratón doméstico.